# Markthalle (Tesson)

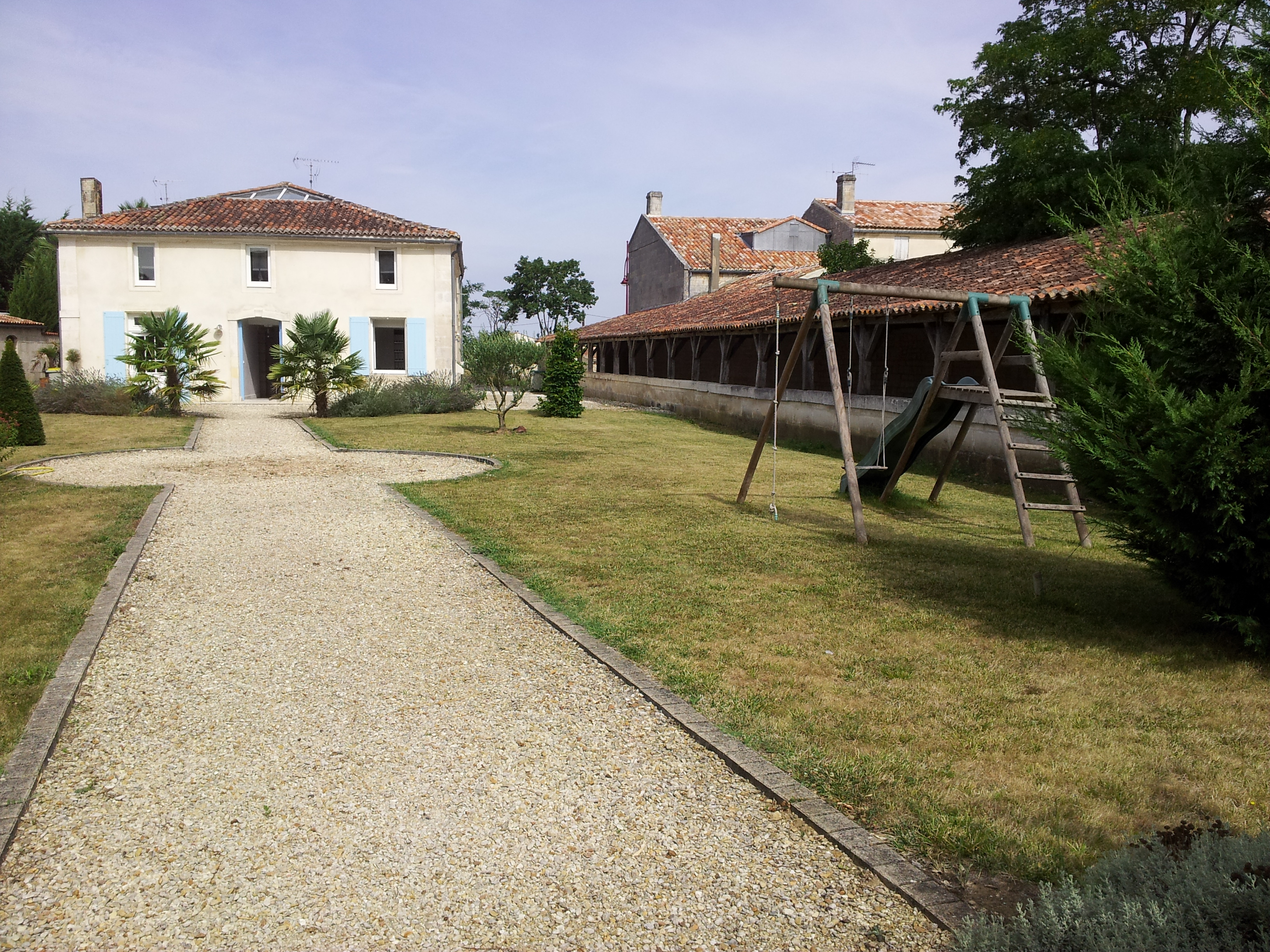
Markthalle in Tesson (rechts)

Die Markthalle in Tesson, einer französischen Gemeinde im Département Charente-Maritime in der Region Nouvelle-Aquitaine, wurde 1773 errichtet.   
Die Markthalle an der Place Monconseil wurde durch den Grundherrn, den Grafen von Monconseil (siehe Liste der Markgrafschaften Frankreichs), erbaut, der sich durch die Abhaltung von Märkten neue Steuereinnahmen erhoffte. 
Der langgezogene Bau, der an einer Seite offen ist, wird von einem Walmdach gedeckt.    